# Clavicipitaceae
Clavicipitaceae é uma família de fungos da ordem Hypocreales. Uma estimativa de 2008 coloca 43 géneros e 321 espécies nesta família.

## Filogenia
A análise molecular filogenética de dados de sequenciação de ADN multigene, indica que o táxon Clavicipitaceae é parafilético, consistindo de três clados bem definidos, um dos quais pelo menos é partilhado com membros de outra família de fungos (Hypocreaceae). A evolução dos membros de Clavicipitaceae é caracterizada pela variabilidade dos reinos dos hospedeiros, incluindo simbiontes mutualistas de plantas, bem como parasitas de plantas, insectos e outros fungos.

## Importância
Muitos dos seus membros produzem alcaloides tóxicos para animais e humanos. Uma das espécies mais infames é Claviceps purpurea, a qual tem importância histórica por ser a causa do ergotismo. O ergotismo é causado por alacaloides produzidos por espécies de Claviceps, como a ergotamina e a ergocristina, que são derivados químicos do ácido lisérgico. As espécies de Metarhizium são muito usadas no controlo biológico de pragas de insectos.

## Géneros
Géneros teleomórficos (com ciclo sexual conhecido)
Aciculosporium – Ascopolyporus—Atkinsonella—Atricordyceps—Balansia – Berkelella – Cavimalum – Cepsiclava – Claviceps – Cordycepioideus –  Dussiella – Epichloë – Epicrea – Helminthascus – Heteroepichloë –  Hypocrella – Konradia – Loculistroma – Metacordyceps – Moelleriella – Mycomalmus – Myriogenospora – Neobarya – Neoclaviceps – Neocordyceps – Parepichloë – Phytocordyceps – Podocrella – Regiocrella – Romanoa – Shimizuomyces – Sphaerocordyceps – Stereocrea –  Villosiclava – Wakefieldiomyces
Géneros anamórficos (sem ciclo sexual conhecido):
Aschersonia – Beauveria – Corallocytostroma – Culicinomyces – Drechmeria – Ephelis – Gibellula – Haptocillium – Harposporium – Hirsutella – Hymenostilbe – Mariannaea – Metarhizium –  Neomunkia – Neotyphodium – Nomuraea – Paecilomyces – Pochonia – Polycephalomyces – Pseudogibellula – Simplicillium – Sorosporella –  Ustilaginoidea